# Postlow
Postlow ist eine Gemeinde im Landkreis Vorpommern-Greifswald in Mecklenburg-Vorpommern.

## Geographie

### Lage
Der Ort liegt nahe Anklam südlich der Peene an den Bundesstraßen 199 und 110. Die Bundesautobahn 20 ist über den Anschluss Jarmen, etwa 20 Kilometer entfernt, erreichbar. Anklam liegt rund fünf Kilometer östlich der Gemeinde.

### Ortsgliederung
Postlow gliedert sich in folgende Ortsteile:
- Görke
- Tramstow
- Postlow
- Görkeburg

## Geschichte

### Görke
Görke wurde als Görike 1172 erstmals urkundlich genannt, 1183 als Gorka. Es war eine altslawische Siedlung, der Name wird von Gora = Berg abgeleitet.
Verbunden war der Ort mit dem etwas abseits an der Straßengabelung Anklam – Jarmen (B 110) – Klempenow (B 199) entstandenen Ortsteil Görkeburg, weil dort schon von alters her ein Krug bestand.

### Görkeburg
Seit 1779 wurde Görkeburg erwähnt, ist dann aber um 1960 namentlich und gemeindlich mit Görke verschmolzen. Der Name leitet sich von dem östlich davon gelegenen großen Burgwall ab. Der Ortsteil liegt an der Straßengabelung Anklam – Jarmen (B 110) – Klempenow (B 199). Dort stand auch der alte Krug von Görke.
Mit dem Bau der Steinbahnen (heutige B 110 und B 199) um 1850 entstand kurz vor dem Abzweig ein Chausseehaus, das noch heute besteht. Ursprünglich waren diese Häuser als Wegezollhäuser zur Deckung der Straßenbaukosten geplant, das wurde aber bald aufgegeben, da die Anwohner diese Stelle umgingen. Aus diesem Grund stehen diese Häuser dicht am Straßenrand. Später dienten sie in der Regel als Wohnhaus der Straßenwärter bzw. -arbeiter.
Statistisch wird der Ortsteil bei Berghaus 1865 nicht erwähnt, es war schon verwaltungsmäßig mit Görke verbunden.
Hier entstand vor 1880 auch ein großes Waisenhaus, das noch lange in Betrieb war. Dieses war wohl auch mit Anklam verbunden. Auch der alte Krug wurde als Gaststätte mit Ausspann ausgebaut.

### Tramstow
Tramstow wurde 1305 als „Trambistowe“ erstmals urkundlich erwähnt. Der slawische Name bedeutet wohl „Hornbläser“.
Die Separationen des 19. Jahrhunderts veränderten dann den bäuerlichen Besitzstand – was Berghaus darunter verstand, ist nicht ganz klar, es wird wohl die Unterteilung in Ganz- und Halbbauern, Kossäten, Büdner und Einlieger, die Aufhebung der Leibeigenschaft, sowie die Änderung der Besitzrechte z. B. Wandlung der Erbpacht in freies Eigentum usw. gewesen sein.

### Postlow
Postlow wurde erstmals 1305 als „Pustelowe“ urkundlich genannt. Der slawische Ortsnamen wird mit „Stuhl oder Sessel“ gedeutet.
Bis 1764 hatte Postlow ein zum Klosteramt Stolpe gehöriges Domänenvorwerk. Dieses wurde in dem Jahr auf Befehl König Friedrich II. aufgehoben und abgebaut, sowie mit 7 ausländischen (Hugenotten?) Familien besetzt.
Das Dorf hatte 1865 21 Wohn- und 22 Wirtschaftsgebäude, 1 Windmühle, 1 Schmiede und 1 Krug. Es hatte 148 Einwohner, darunter 8 Bauern, 11 Büdner und einige Tagelöhner. Alle mit jeweils ihren Familien.
Postlow ist ein Angerdorf und hat noch heute die Struktur und den Umfang des Dorfes aus dem 19. Jahrhundert. Bis zum 1. Januar 2005 gehörte die Gemeinde zum Amt Krien, seitdem wird Postlow vom Amt Anklam-Land mit Sitz in der Gemeinde Spantekow verwaltet.
Beim Bau der OPAL-Leitung wurde ein Findling von ca. 150 t entdeckt. Er liegt auf der Trasse unter der Erde und wurde bei den Trassenarbeiten freigelegt. Er konnte nicht fortbewegt werden, die Leitung musste herumgelegt werden. Es soll der 10. größte Findling in M-V sein. Er ist 5,6 m lang, 4,6 m breit und 3,4 m hoch. Er wurde als geschütztes Geotop ausgewiesen.

### Rechtsextremismus
Die Gemeinde ist eine von vielen im Nordosten Deutschlands, in denen Rechtsextreme sehr hohen Zuspruch haben. Bereits bei der Bundestagswahl 2005 erhielt etwa die NPD 15,1 Prozent der gültigen Stimmen und damit mehr als die örtliche SPD. Bundesweit bekannt wurde die Gemeinde durch die Landtagswahl 2006, bei der 55 der 144 gültigen Stimmzettel mit NPD-Zweitstimme ausgezählt wurden. 38 Prozent der abgegebenen gültigen Stimmen konnte die Partei damit auf sich vereinen – so viele wie in keiner anderen Gemeinde Mecklenburg-Vorpommerns. Die Wahlbeteiligung lag bei lediglich 45 Prozent. Gleichzeitig ist die rechtsextreme NPD im Ort damit stärkste politische Kraft. Bürgermeister Mielke erklärte gar, er „tue gar nichts dagegen“ und könnte sich vorstellen, selbst einmal die NPD zu wählen. Bei der Landtagswahl in Mecklenburg-Vorpommern 2011 stimmten 28,9 Prozent der Wähler für die NPD, die damit stärkste politische Kraft blieb. 28,1 Prozent wählten die SPD (2006: 9,7), 22,8 Prozent die CDU (24,3) und 11,4 Prozent Die Linke (13,9). Die FDP erhielt 5,3 Prozent der Stimmen.

## Politik

### Gemeindevertretung und Bürgermeister
Der Gemeinderat besteht (inkl. Bürgermeister) aus 5 Mitgliedern. Die Wahl zum Gemeinderat am 26. Mai 2019 hatte folgende Ergebnisse:
| Partei/Bewerber         | Prozent | Sitze |
| ----------------------- | ------- | ----- |
| Einzelbewerber Mielke   | 26,96   | 1     |
| Einzelbewerber Städing  | 18,90   | 1     |
| Einzelbewerber Berlin   | 16,77   | 1     |
| Einzelbewerber Huff     | 11,04   | 1     |
| Einzelbewerber Klabunde | 9,13    | 1     |

Bürgermeister der Gemeinde ist Norbert Mielke, er wurde mit 89,94 % der Stimmen gewählt.

### Wappen, Flagge, Dienstsiegel
Die Gemeinde verfügt über kein amtlich genehmigtes Hoheitszeichen, weder Wappen noch Flagge. Als Dienstsiegel wird das kleine Landessiegel mit dem Wappenbild des Landesteils Vorpommern geführt. Es zeigt einen aufgerichteten Greifen mit aufgeworfenem Schweif und der Umschrift „GEMEINDE POSTLOW * LANDKREIS VORPOMMERN-GREIFSWALD“.

## Sehenswürdigkeiten
→ Siehe: Liste der Baudenkmale in Postlow
- Kirche Görke
- Bronzezeitliches Hügelgräberfeld Tramstow
- Gutsanlage und Kapelle Tramstow